# Паганалії
Пагана́лії (лат. Paganalia, від pagus — село) — свято на честь богів — опікунів села; стародавні римляни справляли його в січні (24. Ianuarius) . За переданнями відновлене Сервієм Тулієм на честь Теллуса та Керери. 